# Lionel Carole
Lionel Jules Carole (Montreuil, 12 aprile 1991) è un calciatore francese, di origini martinicane, difensore del Kayserispor.

## Caratteristiche tecniche
Gioca prevalentemente come terzino sinistro, tuttavia all'occorrenza può essere impiegato anche come centrocampista di fascia sulla corsia mancina, grazie alla sua ottima capacità di corsa.

## Carriera

### Club
Cresciuto calcisticamente nelle giovanili del Nantes, dove nella stagione 2010-2011 esordisce in Ligue 2 giocando 14 partite, nel gennaio 2011 si trasferisce al Benfica per una cifra di 750.000€. In Portogallo scende in campo solamente 6 volte nella Primeira Liga, e ad agosto passa in prestito al Sedan, di nuovo nella Ligue 2 francese. Tornato in terra lusitana nell'estate 2012 gioca per una stagione nel Benfica B.
Il 9 luglio 2013 si trasferisce al Troyes società militante sempre in Ligue 2, dove in due stagioni raccoglie 82 presenze senza mai segnare. L'11 luglio 2015 passa al Galatasaray per 1,5 milioni firmando un contratto quadriennale. Il 31 agosto 2017 passa al  Siviglia con la formula del prestito con opzione d'acquisto.

### Nazionale
Ha partecipato al campionato mondiale Under 20 del 2011, subentrando ad Antoine Griezmann all'83º minuto della partita vinta contro la Corea del Sud 3-1. Con la selezione Under 21 del suo Paese ha preso parte a 3 amichevoli, debuttando l'8 febbraio 2011 contro la Slovacchia.

## Statistiche

### Presenze e reti nei club
Statistiche aggiornate al 14 gennaio 2018.
| Stagione           | Squadra            | Campionato         | Campionato | Campionato | Coppe nazionali | Coppe nazionali | Coppe nazionali | Coppe continentali | Coppe continentali | Coppe continentali | Altre coppe | Altre coppe | Altre coppe | Totale | Totale |
| Stagione           | Squadra            | Comp               | Pres       | Reti       | Comp            | Pres            | Reti            | Comp               | Pres               | Reti               | Comp        | Pres        | Reti        | Pres   | Reti   |
| ------------------ | ------------------ | ------------------ | ---------- | ---------- | --------------- | --------------- | --------------- | ------------------ | ------------------ | ------------------ | ----------- | ----------- | ----------- | ------ | ------ |
| 2010-gen. 2011     | Nantes             | L2                 | 14         | 0          | CF+CdL          | 1+1             | 0               | -                  | -                  | -                  | -           | -           | -           | 16     | 0      |
| gen.-giu. 2011     | Benfica            | PL                 | 6          | 0          | CP+CdL          | 0+0             | 0               | UCL+UEL            | 0+0                | 0                  | SP          | 0           | 0           | 6      | 0      |
| 2011-2012          | Sedan              | L2                 | 14         | 0          | CF+CdL          | 1+0             | 0               | -                  | -                  | -                  | -           | -           | -           | 15     | 0      |
| 2012-2013          | Benfica B          | SL                 | 39         | 1          | -               | -               | -               | -                  | -                  | -                  | -           | -           | -           | 39     | 1      |
| 2013-2014          | Troyes             | L2                 | 38         | 0          | CF+CdL          | 0+6             | 0               | -                  | -                  | -                  | -           | -           | -           | 44     | 0      |
| 2014-2015          | Troyes             | L2                 | 37         | 0          | CF+CdL          | 0+1             | 0               | -                  | -                  | -                  | -           | -           | -           | 38     | 0      |
| Totale Troyes      | Totale Troyes      | Totale Troyes      | 75         | 0          |                 | 7               | 0               |                    | -                  | -                  |             | -           | -           | 82     | 0      |
| 2015-2016          | Galatasaray        | SL                 | 19         | 0          | TK              | 9               | 0               | UCL+UEL            | 3+2                | 0                  | ST          | 0           | 0           | 33     | 0      |
| 2016-2017          | Galatasaray        | SL                 | 25         | 0          | TK              | 5               | 1               | -                  | -                  | -                  | ST          | 1           | 0           | 31     | 1      |
| lug. 2017          | Galatasaray        | SL                 | 0          | 0          | CT              | 0               | 0               | UEL                | 2                  | 0                  | -           | -           | -           | 2      | 0      |
| Totale Galatasaray | Totale Galatasaray | Totale Galatasaray | 44         | 0          |                 | 14              | 1               |                    | 7                  | 0                  |             | 1           | 0           | 66     | 1      |
| ago. 2017-2018     | Siviglia           | PD                 | 6          | 0          | CR              | 3               | 0               | UCL                | 0                  | 0                  | -           | -           | -           | 9      | 0      |
| Totale carriera    | Totale carriera    | Totale carriera    | 198        | 1          |                 | 27              | 1               |                    | 7                  | 0                  |             | 1           | 0           | 233    | 2      |

## Palmarès

### Club

#### Competizioni nazionali
- Supercoppa di Turchia: 2

Galatasaray: 2015, 2016
- Coppa di Turchia: 1

Galatasaray: 2015-2016
- Coppa di Lega francese: 1

Strasburgo: 2018-2019